# Kacper Tobiasz
Kacper Tobiasz, né le 4 novembre 2002 à Płock en Pologne, est un footballeur polonais qui évolue au poste de gardien de but au Legia Varsovie.

## Biographie

### En club
Né à Płock en Pologne, Kacper Tobiasz est notamment formé par le Legia Varsovie. C'est avec ce club qu'il joue son premier match en professionnel, le 24 juillet 2021, lors de la première journée de la saison 2021-2022 d'Ekstraklasa, face au Wisła Płock. Il est titularisé et son équipe s'impose par un but à zéro.
Le 25 février 2022, Kacper Tobiasz est prêté jusqu'à la fin de la saison au Stomil Olsztyn. Il joue son premier match pour cette équipe dès le lendemain de sa signature, le 26 février, contre le Korona Kielce, en championnat. Les deux équipes se neutralisent ce jour-là (1-1 score final).
De retour au Legia à l'été 2022, il prolonge son contrat avec son club formateur jusqu'en juin 2026. Il s'impose en équipe première au cours de la saison 2022-2023. Ses prestations attirent notamment plusieurs clubs étrangers, de Bundesliga notamment.

### En sélection
Kacper Tobiasz joue son premier match avec l'équipe de Pologne espoirs le 23 septembre 2022 contre la Grèce. Il est titularisé et son équipe s'incline par un but à zéro.

## Palmarès
Legia Varsovie
- Coupe de Pologne (1) :
  - Champion : 2022-2023.